# Donald Dewsbury
Donald Allen Dewsbury (Estados Unidos, 11 de agosto de 1939-26 de marzo de 2025) fue un psicólogo comparativo e historiador de la psicología estadounidense.

## Biografía
Fue Profesor de Psicología de la Universidad de Florida. Gran parte de su investigación se ha centrado en la historia de la psicología, particularmente en la psicología comparada y experimental. También realizó investigaciones sobre el comportamiento animal y fue presidente de la Animal Behavior Society, así como de tres divisiones de la Asociación Estadounidense de Psicología. En 2017, recibió una Mención Presidencial de la Asociación Estadounidense de Psicología.
Entre sus aportaciones, se cuenta la elaboración de una taxonomía de conductas para el estudio y comparación de la cópula en distintas especies animales, incluida la humana.